# Julien Salvia
Julien Salvia est un compositeur et interprète français de théâtre musical et de comédie musicale.

## Biographie
Julien Salvia est né le 5 mai 1983. Il est diplômé de l'École centrale Paris, école dans laquelle il rencontre Ludovic-Alexandre Vidal, avec qui il écrit de nombreuses comédies musicales depuis 2005, notamment Les Aventures de Tom Sawyer, le Musical, Le Tour du Monde en 80 Jours, le Musical, Le Prince et le Pauvre, ou en collaboration avec Anthony Michineau, Raiponce et le Prince aventurier et La Petite Fille aux allumettes.
Depuis 2007, il travaille aussi comme interprète de diverses comédies musicales, notamment Les Misérables, Sweeney Todd, Shrek the Musical ou encore La Revanche d'une blonde.

## Compositeur
- 2006 : Compositeur de Révolution, paroles et livret de Ludovic-Alexandre Vidal,  Vingtième Théâtre
- 2007 : Compositeur de L'Homme qui rit, paroles et livret de Ludovic-Alexandre Vidal, d'après le roman de Victor Hugo, Vingtième Théâtre
- 2007 : Compositeur du Prince et le Pauvre, paroles et livret de Ludovic-Alexandre Vidal, d’après le roman de Mark Twain, mise en scène de Julien Salvia, Théâtre Tallia, Théâtre Marsoulan, Vingtième Théâtre, Le Trianon [3],[4], Espace Libre (Montréal)[5], June Havoc Theatre (New York) [6],[7],[8].
- 2014 : Compositeur de Raiponce et le Prince aventurier, paroles de Ludovic-Alexandre Vidal, livret d'Anthony Michineau, d’après le conte des Frères Grimm, mise en scène de Guillaume Bouchède, Espace Pierre Cardin[9],[10],[11]
- 2015 : Compositeur de La Petite Fille aux allumettes, paroles de Ludovic-Alexandre Vidal, livret d'Anthony Michineau, d’après le conte de Hans Christian Andersen, mise en scène de David Rozen, Théâtre du Palais-Royal [12],[13],[14],[15]
- 2018 : Compositeur de Les Aventures de Tom Sawyer, le Musical, paroles de Ludovic-Alexandre Vidal, d’après l’œuvre de Mark Twain, mise en scène de David Rozen, Théâtre Mogador[16].
- 2018 : Compositeur de A Foreign Field, livret et paroles de Ludovic-Alexandre Vidal, d’après le récit journalistique de Ben MacIntyre, mise en espace de Anna Fox, présenté au Fortune Theatre, Londres[17],[18].
- 2020 : Compositeur de Le Tour du Monde en 80 Jours, le Musical, paroles de Ludovic-Alexandre Vidal, d’après l’œuvre de Jules Verne, mise en scène de David Rozen, Théâtre Mogador[19].
- 2025 : Compositeur et producteur avec Ludovic-Alexandre Vidal de la chanson "La poupée monte le son" interprétée par Laura Thorn, au Concours de l'Eurovision édition 2025 pour le Luxembourg.

## Interprète
- 2007 : Jérôme dans Gigolo de Michel Frantz, Théâtre des Franciscains, Béziers.
- 2007 : Peter dans Le Journal d'Anne Frank, musique et paroles de Jean-Pierre Hadida, livret d'Isabelle Huchet, mise en scène de Pierre-Yves Duchesne, Café de la Gare.
- 2008 : Gustave dans Le Prince et le Pauvre, musique de Julien Salvia, paroles et livret de Ludovic-Alexandre Vidal, d’après le roman de Mark Twain, mise en scène de Julien Salvia, Théâtre Tallia, Théâtre Marsoulan, Vingtième Théâtre, Le Trianon
- 2008-2009 : Anthony Hope dans Sweeney Todd, musique et paroles de Stephen Sondheim, livret de Hugh Wheeler, adaptation française d'Alain Perroux, mise en scène d'Alain Perroux, Théâtre du Loup, Genève et Tournée en Suisse[20].
- 2009 : Marius Pontmercy et Feuilly dans Les Misérables, musique de Claude-Michel Schönberg, livret et paroles d'Alain Boublil et Jean-Marc Natel, mise en scène de Gérard Demierre, Théâtre de Beaulieu, Lausanne[21],[22]
- 2010 : Motel Kamzoil dans Un violon sur le toit, musique de Jerry Bock, paroles de Sheldon Harnick, livret de Joseph Stein (en), adaptation française de Stéphane Laporte, mise en scène de Jeanne Deschaux, Théâtre Le Palace.
- 2010 : Freddy Eynsford-Hill dans My Fair Lady, musique de Frederick Loewe, paroles et livret d'Alan Jay Lerner, mise en scène de Jean-Marc Biskup, Théâtre de Tourcoing.
- 2010-2011 : Alceste dans Coups de foudre, de Gabrielle Laurens, Catherine Robert et Jean-Baptiste Arnal, mise en scène de Jean-Baptiste Arnal, Théâtre Marsoulan et Vingtième Théâtre[23].
- 2011 : Fred dans Scooby-Doo et les Pirates fantômes, mise en scène de Rémy Caccia, Olympia (Paris) et Tournée en France.
- 2012 : Pinocchio dans Shrek, musique de Jeanine Tesori, paroles et livret de David Lindsay-Abaire, mise en scène de Ned Grujic, Casino de Paris[24].
- 2012 : Emmett dans La Revanche d'une blonde, musique et paroles de Laurence O'Keefe et Nell Benjamin, livret de Heather Hach, adaptation française de Ludovic-Alexandre Vidal, mise en scène de Jeanne Deschaux, Le Palace[25].
- 2012-2013 : Sethi dans Kid Manoir 2, paroles et musiques de Fred Colas, livret de Fred Colas et Guillaume Beaujolais sur une idée originale de David Rozen, mise en scène de David Rozen, Palais des Glaces et Tournée en France[26].
- 2013 : Tom Trainor dans No, No, Nanette, musique de Vincent Youmans, paroles d'Irving Caesar et d'Otto Harbach, livret d'Otto Harbach et de Frank Mandel, mise en scène de Serge Manguette, Auditorium Joseph Kosma, Nice.
- 2014-2015 : Le Prince aventurier dans Raiponce et le Prince aventurier, musique de Julien Salvia, paroles de Ludovic-Alexandre Vidal, livret d'Anthony Michineau, d’après le conte des Frères Grimm, mise en scène de Guillaume Bouchède, Espace Pierre Cardin[27]
- 2014-2015 : Tobias Ragg dans Sweeney Todd, musique et paroles de Stephen Sondheim, livret de Hugh Wheeler, en version originale, mise en scène d'Olivier Benezech. Château d'Hardelot, Opéra de Reims et Théâtre de Calais[28],[29],[30].

## Discographie
- 2012: Album de Kid Manoir 2, paroles et musiques de Fred Colas, livret de Guillaume Beaujolais et Fred Colas sur une idée originale de David Rozen.
- 2014: Album de Raiponce et le Prince aventurier, paroles de Ludovic-Alexandre Vidal, musique de Julien Salvia, livret d'Anthony Michineau.
- 2015: Album de La Petite Fille aux allumettes, paroles de Ludovic-Alexandre Vidal, musique de Julien Salvia, livret d'Anthony Michineau
- 2018: Album de Les Aventures de Tom Sawyer, Le Musical, paroles de Ludovic-Alexandre Vidal, musique de Julien Salvia
- 2020: Album de Le Tour du Monde en 80 Jours, Le Musical, paroles de Ludovic-Alexandre Vidal, musique de Julien Salvia

## Nominations et récompenses
- 2008: Marius du meilleur musical jeune public (Paris), pour Le Prince et le Pauvre
- 2012: 5 nominations au Midtown International Theatre Festival (New York), pour Le Prince et le Pauvre, dont "Original Best Music and Lyrics", 1 award pour "Best Supporting Actress" (Nathalie Niesing as Mrs Canty)
- 2016 : Raiponce et le Prince aventurier et La Petite Fille aux allumettes, tous deux nommés aux Molières, catégorie Meilleur Spectacle Jeune Public[31].
- 2017 : La Petite Fille aux allumettes, nommé aux  Les Trophées de la comédie musicale 2017, catégorie Meilleure Reprise[32].
- 2018 : Les Aventures de Tom Sawyer, Le Musical obtient 11 nominations à Les Trophées de la comédie musicale 2018, et obtient 3 prix : Trophée de la Partition de Comédie Musicale, Trophée de la Comédie Musicale Jeune public, et Trophée du Public[33].
- 2019 : Les Aventures de Tom Sawyer, Le Musical est nommé aux Molières 2019 pour le Molière du Jeune Public[34].
- 2020 : Le Tour du Monde en 80 Jours, le Musical est nommé aux Molières 2020 pour le Molière du Jeune Public[35].